# Kaleo
Kaleo – islandzki zespół wykonujący muzykę rockową. Powstał w 2012 roku w islandzkim mieście Mosfellsbær.
Wydali jak dotąd dwa albumy studyjne – Kaleo (2013) i A/B (2016) oraz jedną EPkę – Glasshouse (2013). A/B sprzedało się w ponad 175 000 egzemplarzach na całym świecie, a jeden singiel z tej płyty, Way Down We Go, został sprzedany ponad 400 000 razy i 20 sierpnia 2016 roku trafił na szczyt listy Billboard Alternative Songs. W 2017 r. ich utwór „No Good” został nominowany do nagrody Grammy w kategorii Najlepszy występ rockowy.

Zespół pojawił się wiele razy w talk-showach, m.in. w Conan, Jimmy Kimmel Live! i Late Night with Seth Meyers. Ich muzykę można było usłyszeć też w licznych serialach telewizyjnych, m.in. w Orange Is the New Black, Lucyfer, W garniturach, Blindspot: Mapa zbrodni, Vinyl, Imperium, Pozostawionych, Frequency, Supergirl i Chirurgach.

## Kariera
Pierwszy większy koncert zespół dał podczas Iceland Airwaves Music Festival w listopadzie 2012 roku. W swoim kraju zdobyli sławę po tym, jak ich utwór „Vor í Vaglaskógi” znalazł się w pierwszej dziesiątce listy przebojów islandzkiej stacji Rás 2.
Większy światowy rozgłos dał im singiel „All the Pretty Girls”, który został odtworzony ponad 49 milionów razy na Spotify. Na początku 2015 roku podpisali kontrakt z Atlantic Records i członkowie zespołu przeprowadzili się do Austin.
W sierpniu 2015 roku wydali singiel „Way Down We Go”, który również zdobył popularność. Można było go usłyszeć w serialach Blindspot: Mapa zbrodni, Pamiętniki wampirów, Teen Wolf: Nastoletni wilkołak, W garniturach i Eyewitness, w grze FIFA 16, w reklamie telewizyjnej sieci sklepów Boots oraz w zwiastunie serialu Orange Is the New Black. W Stanach Zjednoczonych osiągnął 8 miejsce w liście przebojów Adult Alternative Songs magazynu Billboard. W Polsce singiel uzyskał status czterokrotnie platynowej płyty. Jeden z teledysków do tego utworu nagrano we wnętrzu wulkanu Þríhnúkagígur.
Po ponad dwóch latach niemal nieustannego dawania koncertów dookoła świata, grupa wróciła do studia i zapowiedziała wyjście nowego albumu w 2020 roku.
Zespół zagrał cztery razy w Polsce – pierwszy raz w listopadzie 2017 roku w warszawskim klubie Progresja, w październiku 2022 w warszawskim klubie Stodoła oraz dwukrotnie na Open’er Festival (lipiec 2018 oraz lipiec 2023).

## Muzycy

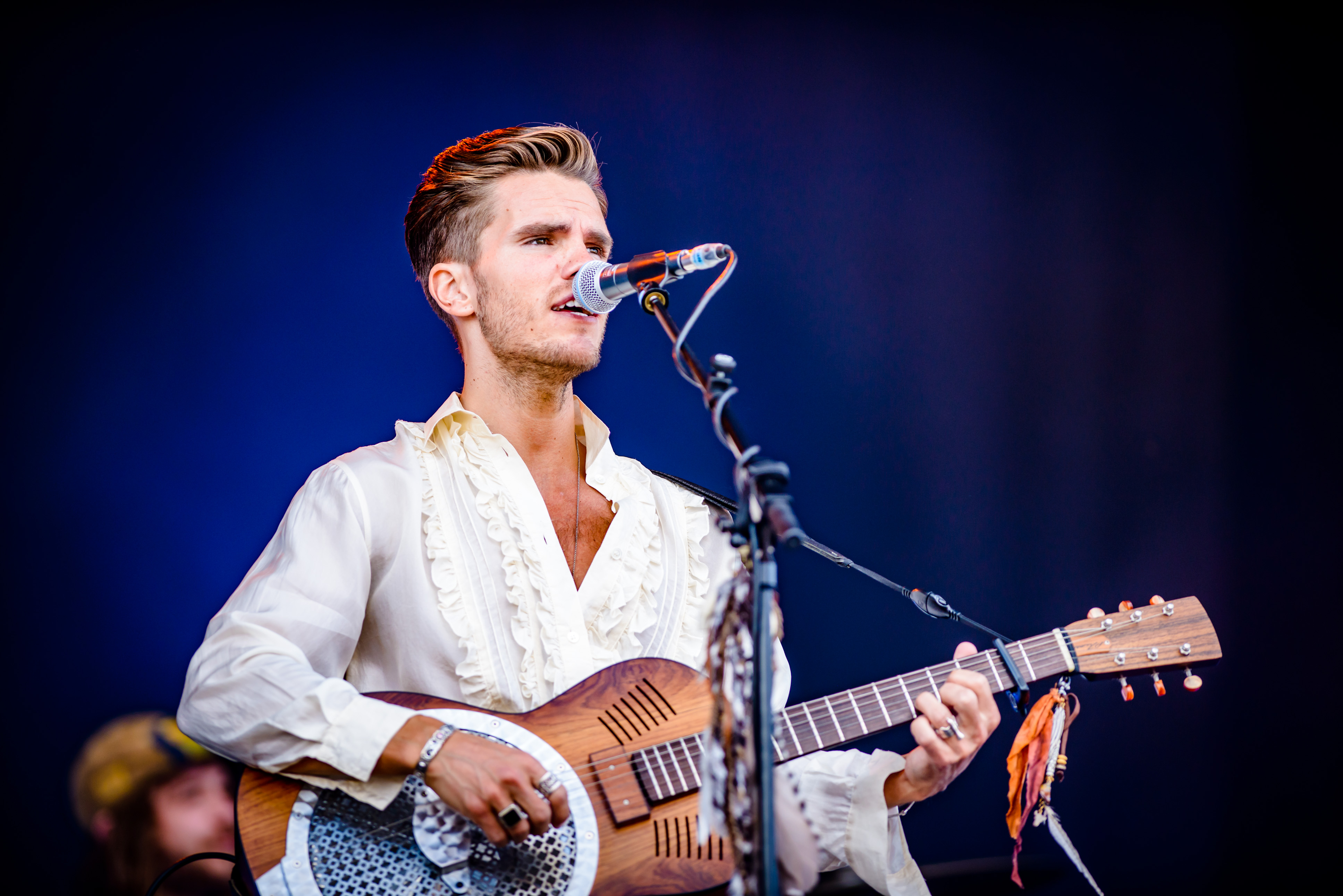
Wokalista zespołu - JJ Julius Son

- Wokalista zespołu - JJ Julius SonJJ Julius Son (Jökull Júlíusson) – śpiew, gitara (od 2012)
- Davið Antonsson – perkusja, śpiew (od 2012)
- Daniel Ægir Kristjánsson – gitara basowa (od 2012)
- Rubin Pollock – gitara, śpiew (od 2012)
- Þorleifur Gaukur Davíðsson – harmonijka, bongosy, keyboard

## Dyskografia

### Albumy
- 2013: Kaleo
- 2016: A/B – platynowa płyta w Polsce[9]
- 2021: Surface Sounds

### EPki
- 2013: Glasshouse